# Tchoryn
Tchoryn (ukrainisch Тхорин; russisch Тхорин Tchorin, polnisch Tchoryn/ Dycharyn) ist ein Dorf im Norden der ukrainischen Oblast Schytomyr mit etwa 1200 Einwohnern (2001) und einer Fläche von 3,871 km² Fläche.

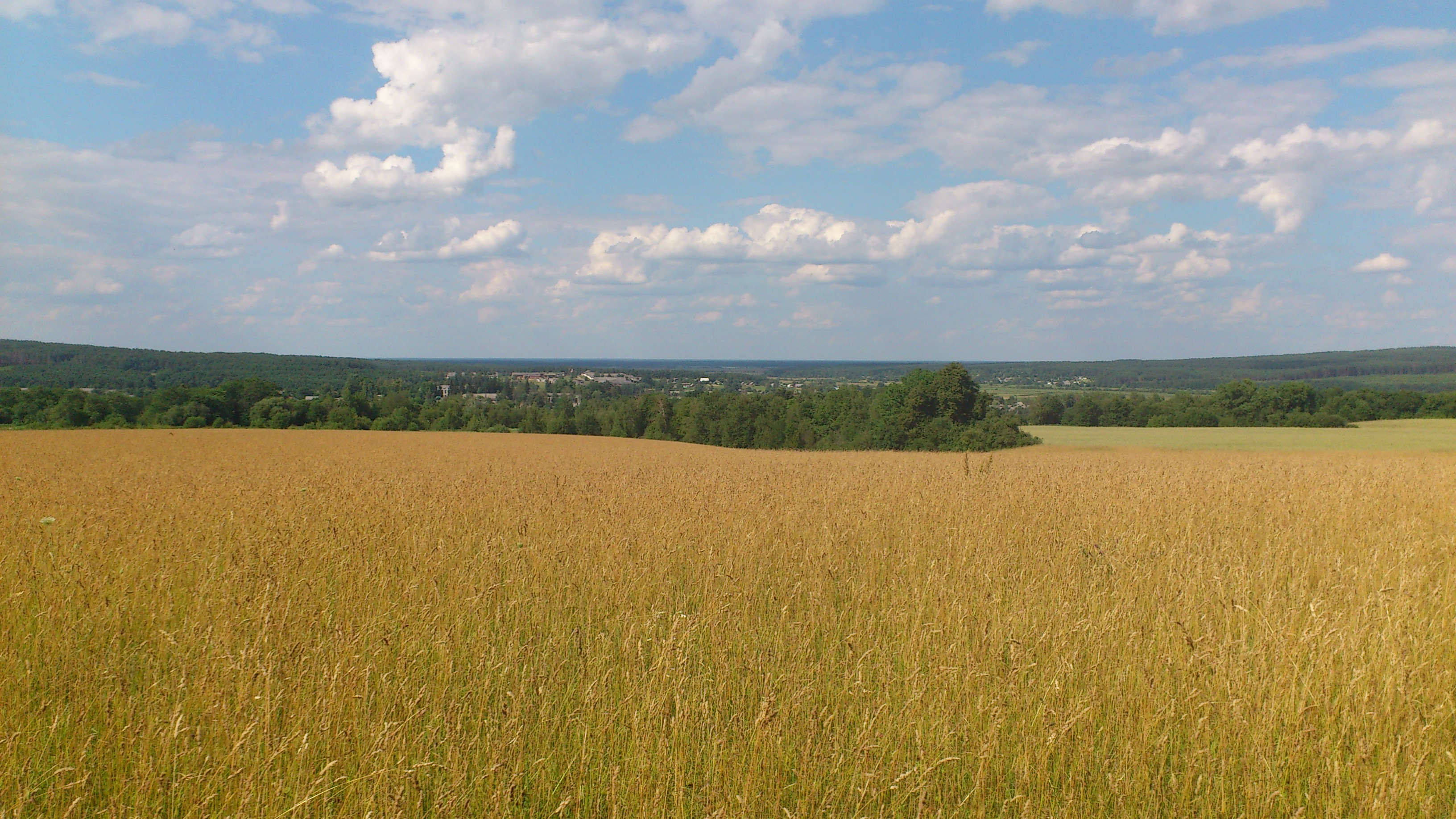
Blick auf das Dorf

Das Dorf liegt in Polesien auf einer Höhe von 280 m am Ufer der Slawetschna, einem 158 km langen, rechten Nebenfluss des Prypjat.
Die Ortschaft befindet sich 3 km nördlich des Gemeindezentrums Slowetschne, 35 km nordwestlich des ehemaligen Rajonzentrums Owrutsch und etwa 150 km nördlich des Oblastzentrums Schytomyr.
Im April 1986 wurde das Gebiet durch die Nuklearkatastrophe von Tschernobyl radioaktiv kontaminiert.
Am 7. Juli 2017 wurde das Dorf ein Teil der neugegründeten Landgemeinde Slowetschne, bis dahin gehörte es zur Landratsgemeinde Slowetschne im Westen des Rajons Owrutsch.
Am 17. Juli 2020 kam es im Zuge einer großen Rajonsreform zum Anschluss des Rajonsgebietes an den Rajon Korosten.